# Tề Bình công
Tề Bình công (chữ Hán: 齊平公; ở ngôi: 480 TCN-456 TCN), tên thật là Khương Ngao (姜驁), là vị vua thứ 30 của nước Tề - chư hầu nhà Chu trong lịch sử Trung Quốc.
Ông là con trai thứ của Tề Điệu công – vua thứ 28 nước Tề và là em của Tề Giản công – vua thứ 29 nước Tề. Tháng 6 năm 481 TCN, quyền thần Điền Hằng (Điền Thành tử) giết chết Tề Giản công tại Từ châu và lập Khương Ngao lên nối ngôi, tức là Tề Bình công.
Quyền hành nước Tề từ thời Tề Điệu công đã lọt vào tay họ Điền. Sang thời Bình công, quyền hành họ Điền càng lớn. Điền Hằng nắm hết chính sự, tự cắt đất Tề từ An Bình về phía đông làm ấp riêng.
Năm 456 TCN, Tề Bình công mất. Ông ở ngôi được 25 năm. Con ông là Khương Tích được lập lên thay, tức là Tề Tuyên công.